# I. e. 367
Évszázadok: i. e. 5. század – i. e. 4. század – i. e. 3. század
Évtizedek: i. e. 410-es évek – i. e. 400-as évek – i. e. 390-es évek – i. e. 380-as évek – i. e. 370-es évek – i. e. 360-as évek – i. e. 350-es évek – i. e. 340-es évek – i. e. 330-as évek – i. e. 320-as évek – i. e. 310-es évek
Évek: i. e. 372 – i. e. 371 – i. e. 370 – i. e. 369 –  i. e. 368 – i. e. 367 – i. e. 366 – i. e. 365 – i. e. 364 – i. e. 363 – i. e. 362

## Események

### Görögország
- A thébai Epameinondasz ismét benyomul spártai területre, de ezúttal kevés eredménnyel, csak Sziküónt nyeri meg Thébai szövetségesének. Hazatérte után ismét bíróság elé állítják és ismét felmentik.
- Arkhidamosz, II. Ageszilaosz spártai király fia csatában legyőzi az arkadiaiakat.
- A thébai Pelopidasz követségbe megy II. Artaxerxész perzsa királyhoz és meggyőzi, hogy Thébai érdekeinek megfelelően közvetítsen a görög városállamok nézeteltéréseiben. A király kiad egy rendeletet, amely tartalmazza a görögök közötti béke feltételeit, de rendeletét egyik városállam sem tartja be.

### Szicília
- Meghal I. Dionüsziosz, Szürakuszai türannosza, utóda fia, II. Dionüsziosz. A tapasztalatlan új uralkodót apja sógora, Dion segíti, aki megunva védence léha életstílusát megkéri Platónt, hogy a gyakorlatban is kipróbálva államszervezési elveit, tanítsa Dionüszioszt.
- II. Dionüsziosz az apjáéhoz hasonló feltételekkel békét köt Karthágóval.

### Róma
- Megszavazzák Gaius Licinius Stolo néptribunus törvényeit, a Leges Liciniae Sextiae-t, amelyekkel csökkenteni igyekszik a feszültséget a plebeiusok és patríciusok között. Ezentúl az egyik consul lehet plebeius származású, korlátozza a patríciusok által használható állami föld méretét és szabályozza az adósságokat. A patríciusok éveken át próbálták megakadályozni a törvények elfogadását, de Licinius a tisztviselőválasztások sorozatos megvétózásával rákényszeríti őket megszavazásukra.
- Marcus Furius Camillust dictatorrá választják és legyőzi a fosztogató gallokat. Ezután elrendeli Concordia templomának felépítését a Fórumon.
- Consuli jogkörű katonai tribunusok: Aulus Cornelius Cossus, Marcus Geganius Macerinus, Lucius Veturius Crassus Cicurinus, Marcus Cornelius Maluginensis, Publius Manlius Capitolinus és Publius Valerius Potitus Poplicola. Ez az utolsó év, hogy consulok helyett katonai tribunusokat választanak, Licinius törvényei megtiltják ezt a gyakorlatot.

## Kultúra
- Arisztotelész megkezdi tanulmányait Platón athéni Akadémiáján.

## Születések
- Ptolemaiosz, makedón hadvezér, az egyiptomi Ptolemaida dinasztia alapítója

## Halálozások
- I. Dionüsziosz, szürakuszai türannosz

## Fordítás
- Ez a szócikk részben vagy egészben  a(z)   367 BC című angol Wikipédia-szócikk ezen változatának fordításán alapul.  Az eredeti cikk szerkesztőit annak laptörténete sorolja fel. Ez a jelzés csupán a megfogalmazás eredetét és a szerzői jogokat jelzi, nem szolgál a cikkben szereplő információk forrásmegjelöléseként.